# Тефе
Тефе (порт. Tefé, Эга, Ega) — муниципалитет в Бразилии, входит в штат Амазонас. Составная часть мезорегиона Центр штата Амазонас. Входит в экономико-статистический микрорегион Тефе. Население составляет 61 453 человека на 2010 год. Занимает площадь 23 732,62 км². Плотность населения — 2,59 чел./км².

## История
Город основан в 1759 году.

## Статистика
- Валовой внутренний продукт на 2004 год составляет 143 696 000,00 реалов (данные: Бразильский институт географии и статистики).
- Валовой внутренний продукт на душу населения на 2004 год составляет 2070,00 реалов (данные: Бразильский институт географии и статистики).

## География
Климат местности: экваториальный. В соответствии с классификацией Кёппена, климат относится к категории Am.

## Границы
Муниципалитет граничит:
- на северо-востоке —  муниципалитет Мараан
- на юго-востоке —  муниципалитет Куари
- на юге —  муниципалитет Тапауа
- на северо-западе —  муниципалитеты Карауари, Журуа, Алварайнс

## Демография
Согласно сведениям, собранным в ходе переписи 2010 г. Национальным институтом географии и статистики (IBGE), население муниципалитета составляет:
| Полное население                               | Полное население                               | Полное население                               | Полное население                               | 87 291 |
| ---------------------------------------------- | ---------------------------------------------- | ---------------------------------------------- | ---------------------------------------------- | ------ |
| в том числе:                                   | Городское население                            | 69 212                                         | Процент городского населения, %                | 81,48  |
|                                                | Сельское население                             | 26 171                                         | Процент сельского населения, %                 | 18,52  |
|                                                | Мужское население                              | 41 518                                         | Процент мужского населения, %                  | 48,11  |
|                                                | Женское население                              | 43 221                                         | Процент женского населения, %                  | 51,26  |
| Плотность населения, чел/км²                   | Плотность населения, чел/км²                   | Плотность населения, чел/км²                   | Плотность населения, чел/км²                   | 2,59   |
| Население муниципалитета в % к населению штата | Население муниципалитета в % к населению штата | Население муниципалитета в % к населению штата | Население муниципалитета в % к населению штата | 1,76   |

По данным оценки 2015 года, население муниципалитета составляет 92 447 жителя.

## Важнейшие населенные пункты
| № | Населённый пункт           | Населённый пункт (порт.)   | Категория         | Население чел. (2010) | На карте                       |
| - | -------------------------- | -------------------------- | ----------------- | --------------------- | ------------------------------ |
| 1 | Тефе                       | Tefé                       | город             | 50 069                | 3°20′55″ ю. ш. 64°42′35″ з. д. |
| 2 | Каямбе                     | Caiambé                    | индейская деревня | 1810                  | 3°31′56″ ю. ш. 64°24′42″ з. д. |
| 3 | Санту-Исидору              | Santo Isidoro              | поселок           | 329                   | 3°24′13″ ю. ш. 64°35′28″ з. д. |
| 4 | Маражо                     | Marajó                     |                   | 320                   | 3°36′12″ ю. ш. 64°19′08″ з. д. |
| 5 | Баррейра-да-Миссан-де-Сима | Barreira da Missão de Cima |                   | 275                   | 3°24′04″ ю. ш. 64°37′02″ з. д. |
| 6 | Миссойнс                   | Missôes                    |                   | 250                   | 3°22′30″ ю. ш. 64°39′18″ з. д. |
| 7 | Бонфин                     | Bonfim                     |                   | 220                   | 3°36′08″ ю. ш. 64°17′35″ з. д. |
| 8 | Баррейра-да-Миссан-ду-Мейу | Barreira da Missão do Meio |                   | 156                   | 3°23′45″ ю. ш. 64°37′58″ з. д. |